# Blankensee (powiat Vorpommern-Greifswald)
Blankensee – gmina w północno-wschodnich Niemczech w kraju związkowym Meklemburgia-Pomorze Przednie, w powiecie Vorpommern-Greifswald, wchodząca w skład Związku Gmin Löcknitz-Penkun.
Do 21 grudnia 2007 roku w miejscowości funkcjonowało z Polską przejście graniczne małego ruchu granicznego Blankensee-Buk, które zostało zlikwidowane na mocy układu z Schengen.
W gminie znajduje się kościół filialny.
Według danych ze spisu z 2022 Polacy stanowią 19,6% mieszkańców gminy.